# Hammel (Wisconsin)
Hammel – miasto w Stanach Zjednoczonych, w stanie Wisconsin, w hrabstwie Taylor.